# Kovačevo
Kovačevo (Servisch cyrillisch Ковачево) is een plaats in de Servische gemeente Novi Pazar. De plaats telt 243 inwoners (2002).